# Hippotion stigma
Hippotion stigma là một loài bướm đêm thuộc họ Sphingidae, chi Hippotion.